# Гефестион
Гефестио́н (др.-греч. Ἡφαιστίων; 356 до н. э., Пелла — 324 до н. э., Экбатана) — ближайший друг Александра Македонского и один из его полководцев.

## Биография

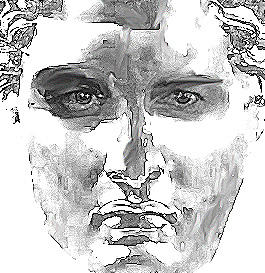
Художественная реконструкция лица Гефестиона на основе бронзовой статуи из музея Прадо, Мадрид

Гефестион, сын Аминтора из Пеллы, был примерно одного возраста с Александром и рос вместе с ним. Нет свидетельств об их совместном обучении у Аристотеля в Миезе, хотя Диоген Лаэртский упоминает о переписке между философом и Гефестионом.
О взаимоотношениях Гефестиона и Александра лучше всего передал Плутарх:

Александр часто говорил, что Гефестион — друг Александра, а Кратер — друг царя. Из-за этого Гефестион и Кратер питали скрытую вражду друг к другу и нередко ссорились. Однажды в Индии ссора их дошла до того, что они обнажили мечи. К тому и к другому бросились на помощь друзья, но Александр, пришпорив коня, подъехал к ним и при всех обругал Гефестиона, назвал его глупцом и безумцем, не желающим понять, что он был бы ничем, если бы кто-нибудь отнял у него Гефестиона. Кратера он сурово разбранил с глазу на глаз, а потом,
приведя их обоих к себе и примирив друг с другом, поклялся Аммоном и всеми другими богами, что никого из людей не любит так, как их двоих, но если он узнает когда-нибудь, что они опять ссорятся, то непременно убьет либо их обоих, либо зачинщика.
— 
Гефестиона также иногда называют любовником Александра. Отчётливые свидетельства современников по этому поводу отсутствуют, хотя свидетельства о бисексуальности Александра, вполне обыденной для македонских царей и античных греков классической эпохи, имеются. У Арриана в «Походе Александра» (начало II века) сообщается о том, что, отправляясь в поход, Александр посетил Трою и «возложил венки на могилу Ахилла, а Гефестион, говорят, возложил венки на могилу Патрокла»; Клавдий Элиан в «Пёстрых рассказах» (III век) поясняет: «Когда Александр украсил венком могилу Ахилла, Гефестион также украсил Патроклову могилу, желая дать понять, что любим Александром, подобно тому, как Патрокл был любим Ахиллом»; указания на любовный характер связи между Александром и Гефестионом содержатся также в 24-м письме Псевдо-Диогена (обвинявшего Александра в том, что им «… управляли бёдра Гефестиона»), «Беседах» Эпиктета и т. д.. Помпей Трог в эпитоме Юстина пишет про Гефестиона, что «сначала он был дорог царю юношеской своей красотой, а потом своими заслугами».

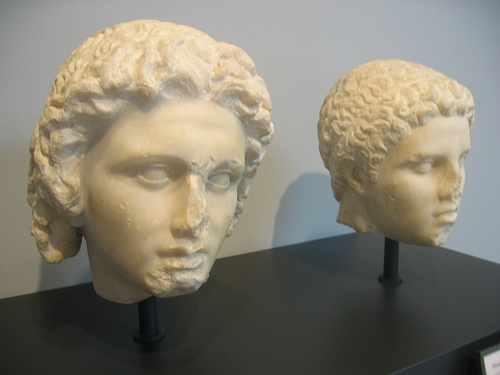
Бюсты Александра и Гефестиона (справа)

Гефестион сопровождал Александра на протяжении всего похода в Азию, будучи в составе «Отряда друзей». После битвы при Иссе Александр в сопровождении Гефестиона отправился осматривать личный караван бежавшего царя Дария. Их встретили старшая дочь Дария Статира и его престарелая мать Сисигамбис. При виде победителей мать-царица пала ниц перед Гефестионом, который был выше ростом сгорбенного Александра и по представлениям персов более походил на царственную особу. Македонский царь успокоил её, добавив: «Не волнуйся, мать, он — тоже Александр» (говори с ним как со мной).

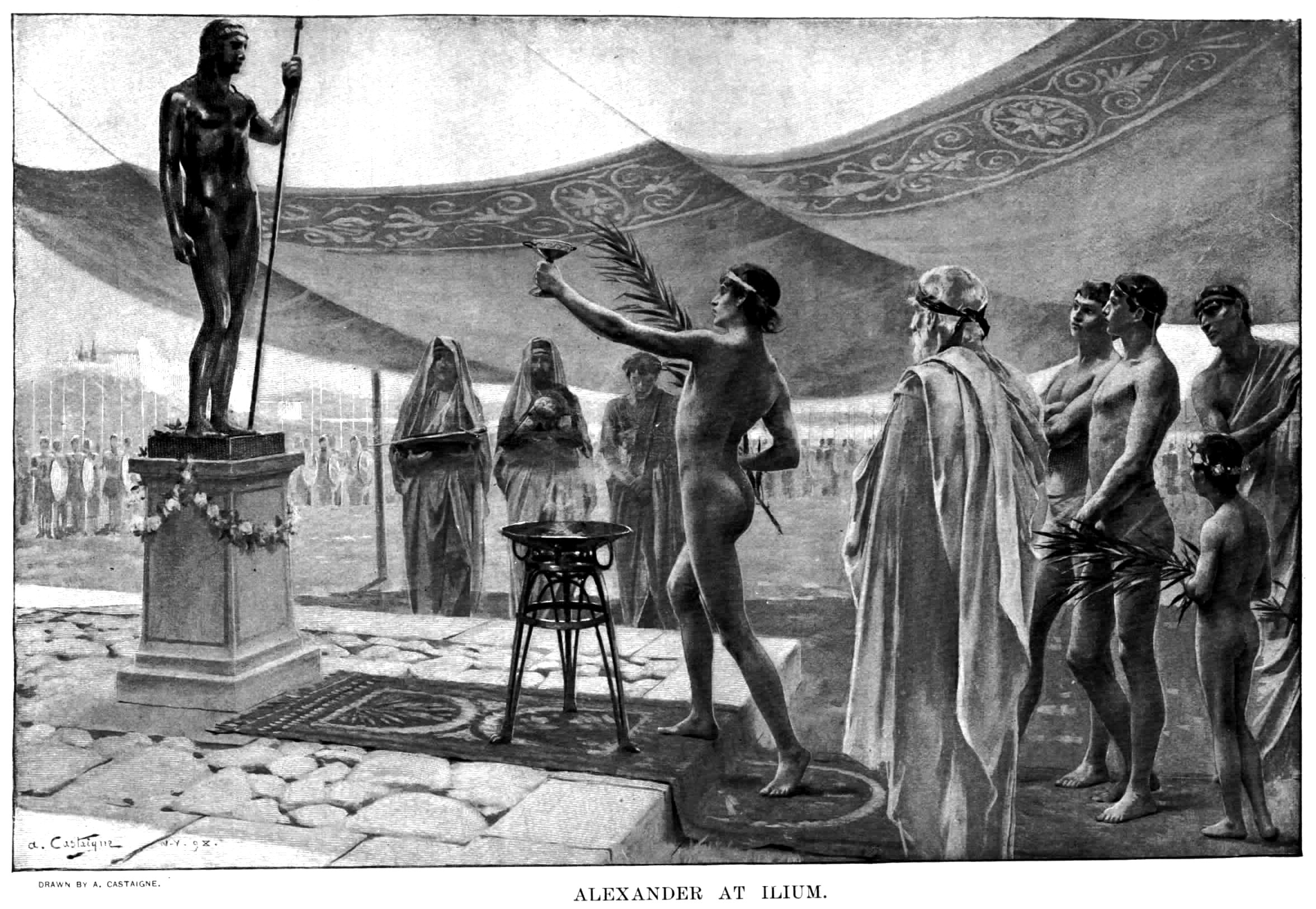
Александр приносит жертву перед гробницей Ахилла в Трое.

В решающей битве при Гавгамелах в 331 году до н. э. Гефестион был ранен в руку. Если до этого времени он был просто личным другом царя, то теперь входит в число так называемых соматофилаков («телохранителей»), из числа которых царь назначал полководцев и сатрапов завоёванных провинций. Впрочем, царь редко поручал Гефестиону самостоятельное командование отрядами.

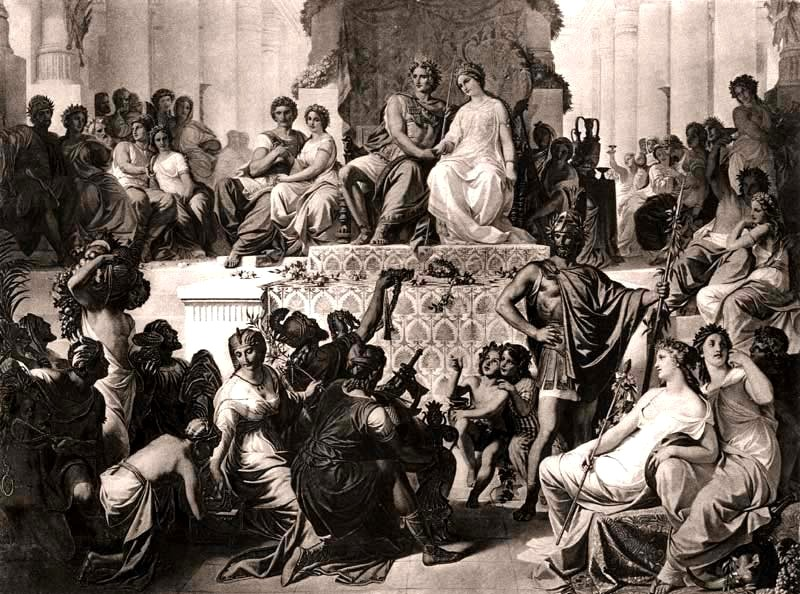
Свадьба в Сузах: Александр с женой в центре, Гефестион по его правую руку.

Перед походом в Индию и переходом через Гиндукуш (в современном Афганистане) Александр произвёл Гефестиона в «хилиархи» (персидский ранг) и фактически поставил его вторым после себя человеком в государстве. Во время похода Гефестион находился в головном отряде, занимался сооружением мостов, а также командовал конницей гетайров в битве при Гидаспе. Именно Гефестион по отзыву Лукиана изображён на картине древнегреческого художника рядом с Александром во время женитьбы последнего на Роксане.
Вернувшись после тяжёлого индийского похода в Сузы, одну из столиц Персидской империи, Александр женился на дочери Дария Статире, а её младшую сестру Дрипетиду отдал в жены Гефестиону. Таким образом он решил скрепить дружбу с Гефестионом родственными связями.

### Смерть
Осенью 324 до н. э. армия Александра расположилась в Экбатанах на зимовку. Там, во время торжественных игр, после одного из пиршеств Гефестион заболел и спустя неделю скончался. Существуют разные версии о причине его смерти, наиболее вероятной кажется тиф (об этом свидетельствуют описанные симптомы болезни). Также распространено мнение об отравлении Гефестиона, так как у него, как у наиболее приближенного к царю человека, было множество завистников и врагов.
Александр был потрясён его смертью. Обезумев от горя, отменил все празднования и велел казнить врача, лечившего Гефестиона. По словам Арриана: «Некоторые добавляют, что он повесил врача Главкию будто бы за плохое лечение, по словам же других, за то, что он спокойно смотрел, как Гефестион напивается допьяна».
Было велено воздавать почести Гефестиону как великому герою. Тело его было перевезено в Вавилон и сожжено с очень затратными почестями. Лукиан сообщает, что после смерти Гефестиона Александр приказал возвести почившего в сан бога и объявил отказ от поклонения ему самым тяжким преступлением. Так, Александр чуть не казнил некоего таксиарха Агафокла лишь за то, что тот прослезился рядом с могилой Гефестиона, как если бы находился перед местом погребения смертного человека.
Восемь месяцев спустя и сам Александр скончался от болезни.